# Hutie
Hutie, hutiowate (Capromyinae) – podrodzina ssaków z rodziny kolczakowatych (Echimyidae). Hutie, jak inne Hystricognathi różnią się od innych gryzoni strukturą kości czaszki. Część mięśni szczęki przechodzi przez otwory podoczodołowe i łączą się z kośćcem po drugiej stronie. Również ukształtowanie i wielkość otworu podoczodołowego odróżnia Hystricognathi od innych przedstawicieli Rodentia. Około połowa gatunków jest uznana za wymarłe.

## Zasięg występowania
Podrodzina obejmuje gatunki występujące na Karaibach.

## Charakterystyka
Hutiowate w niektórych aspektach przypominają nutrie. Pysk jest krótki, łuki jarzmowe silne i szerokie.  Wzór zębowy członków tej podrodziny jest następujący: 1 / 1, 0 / 0, 1 / 1, 3 / 3 = 20. Masa ciała huti wynosi do ok. 7 kg. Największy gatunek Capromys pilorides jest wielkości dużego kota domowego. Mniejsze hutiowate są wielkości szczura. Długość od 20 do 60 cm. Funkcjonalność ogonów jest zależna od gatunku. Niektóre są chwytne, a u niektórych pozostały jedynie jako relikt.
Jak prawie wszystkie gryzonie, hutiowate są zwierzętami stadnymi. Żyją w parach, rodzinach lub w dużych grupach, tworząc kolonie. Często mają wspólne gniazda lub nory.

## Rozród
Okres godowy trwa cały rok. Ciąża: 110 do 140 dni. Rodzi się zazwyczaj od 1 do 6 młodych – przeciętnie 2

## Środowisko naturalne
Niektóre gatunki hutiowatych są naziemne, inne są częściowo nadrzewne. Nie kopią nor, ale najczęściej mieszkają w dziuplach drzew lub szczelinach skalnych. Kilka gatunków jest uznawanych za szkodniki w rolnictwie.

## Odżywianie
Większość gatunków hutiowatych jest roślinożercami, choć niektóre żywią się małymi zwierzętami (bezkręgowcami, a nawet jaszczurkami).

## Hutiowate jako pożywienie
Na hutiowate poluje się na Kubie, gdzie często są gotowane w garnku z dzikimi orzechami i miodem. Jednym z kulinarnych specjałów jest gulasz z hutii: sauté z zieloną papryką, cebulą, sosem pomidorowym i dużą ilością czosnku.

## Podział systematyczny
Do podrodziny należą następujące współczesne plemiona:
- Plagiodontini Ellerman, 1940 – domingohutie
- Hexolobodontini G.S. Miller, 1929 – pseudohutie – takson wymarły, jedynym przedstawicielem był rodzaj Hexolobodon G.S. Miller, 1929 – pseudohutia – z jednym gatunkiem Hexolobodon phenax G.S. Miller, 1929 – pseudohutia podstępna
- Isolobodontini Woods, 1989 – eremohutie – takson wymarły
- Capromyini Hamilton Smith, 1842

Opisano również rodzaj wymarły o niepewnej pozycji systematycznej i nie klasyfikowany w żadnej z podrodzin:
- Zazamys MacPhee & Iturralde-Vinent, 1995 – jedynym przedstawicielem był Zazamys veronicae MacPhee & Iturralde-Vinent, 1995.